# Märtha Adlerstråhle
Anna Märtha Vilhelmina Adlerstråhle (* 16. Juni 1868 in Kungsör; † 4. Januar 1956 in Stockholm) war eine schwedische Tennisspielerin.

## Karriere
Die als Anna Märtha Vilhelmina von Oelrich geborene Schwedin heiratete 1889 Adolf Ejnar Teodor Adlerstråhle und nahm dessen Namen an. Sie nahm 1908 an den Olympischen Spielen in London an der Hallen-Einzelkonkurrenz teil. Sie zog kampflos ins Halbfinale ein, in dem sie Alice Greene mit 1:6 und 3:6 unterlag. Das Spiel um die Bronzemedaille gewann sie gegen Elsa Wallenberg mit 1:6, 6:3 und 6:2. Adlerstråhle und Wallenberg waren die ersten Frauen, die für Schweden bei Olympischen Spielen antraten. Dies stellte ihren einzigen internationalen Titel dar.
1899 sowie von 1901 bis 1906 gewann sie die Schwedischen Meisterschaften. 1906 wurde sie außerdem skandinavische Meisterin. Für andere Sportarten wie Eishockey oder Bandy setzte sie sich als eine der ersten Damen in Schweden ein. Von 1907 bis 1918 war sie Kassenwartin des Svenska Tennisförbundet sowie von 1899 bis 1950 Direktorin des Kungliga Lawn Tennis Klubben.